# 岡田義弘 (三田市長)
岡田 義弘（おかだ よしひろ、1937年（昭和12年）10月16日 - 2023年（令和5年）7月10日）は、日本の政治家。元兵庫県三田市長(2期）。

## 来歴
兵庫県姫路市出身。中央大学工学部卒。三田市役所に入り、助役などを務める。1999年（平成11年）の市長選に立候補し、初当選。2003年（平成15年）の市長選に再選。2007年（平成19年）に退任した。2015年、旭日小綬章受章。
2023年（令和5年）7月10日、誤嚥性肺炎のため、兵庫県三田市の病院で死去した。85歳没。死没日付をもって正六位に叙された。

## 市政
- 病後児保育や一時保育など、保育サービスを充実させた[8]。